# 川甘翠雀花
川甘翠雀花（学名：Delphinium souliei）是毛茛科翠雀属的植物，为中国的特有植物。分布在中国大陆的四川、甘肃等地，生长于海拔3,500米至4,400米的地区，多生长在山地草坡，目前尚未由人工引种栽培。